# Jonas Wolf (Fußballspieler)
Jonas Wolf (* 21. Juli 2006 in Graz) ist ein österreichischer Fußballspieler.

## Karriere
Wolf begann seine Karriere beim USV Stiwoll. Im September 2015 wechselte er in die Jugend des SK Sturm Graz. Bei den Grazern durchlief er ab der Saison 2020/21 auch sämtliche Altersstufen in der Akademie.
Im August 2023 debütierte Wolf für die zweite Mannschaft von Sturm in der 2. Liga, als er am dritten Spieltag der Saison 2023/24 gegen den Floridsdorfer AC in der Startelf stand.
Im August 2025 stand er gegen den FK Bodø/Glimt erstmals im Profikader der Grazer.